# Toužetín
Toužetín (deutsch Tauschetin) ist eine Gemeinde in Tschechien. Sie gehört dem Okres Louny an und liegt im Ústecký kraj.

## Geografie
Der Ort befindet sich im Südwesten des Böhmischen Mittelgebirges.

## Geschichte
Die Ersterwähnung erfolgte 1227.

## Gemeindegliederung
Die Gemeinde Toužetín besteht aus den Ortsteilen Donín (Donin), Sulec (Sulz) und Toužetín (Tauschetin). Das Gemeindegebiet gliedert sich in die Katastralbezirke Donín und Toužetín.

## Sehenswürdigkeiten
- Schloss Toužetín
- Windmühle Donín

## Söhne und Töchter der Gemeinde
- František Fajtl (1912–2006), Jagdflieger